# Scott Draper
Ne pas confondre avec Jack Draper également joueur de tennis.
Pour les articles homonymes, voir Draper.
Scott Draper, né le 5 juin 1974 à Brisbane, est un joueur de tennis et golfeur australien.

## Carrière de joueur de tennis
Scott Draper est devenu professionnel en 1993 et a atteint son meilleur classement ATP en simple, 42e, le 10 mai 1999. Il a gagné un tournoi ATP au Queen's en 1998 et atteint deux autres finales ATP, à Adelaide en 1997 et à Washington en 1998. Il a atteint trois fois les 1/8 de finale en Grand Chelem (Roland Garros en 1995 et 1996, US Open en 1997).
En double, il a été 5e joueur mondial junior en 1992 à la suite d'une victoire dans la catégorie double junior du tournoi de Wimbledon, puis joua sur le circuit professionnel avec son frère Mark Draper (qui devint son entraîneur par la suite), atteignant le 132e rang mondial le 12 février 1996.
En 2001, il remporte la World Team Cup au sein de l'équipe australienne. En 2003, il rate sept balles de match contre Roger Federer au Masters de Cincinnati.
En 2005, il gagna le double mixte de l'Open d'Australie avec sa compatriote Samantha Stosur, en battant Kevin Ullyett et Liezel Huber en finale.
Il met un terme à sa carrière de joueur le 3 juillet 2005, après sa défaite au premier tour de Wimbledon contre Nikolay Davydenko.
Il a ensuite entraîné provisoirement Lleyton Hewitt lors de l'Open d'Australie 2007, mais a décidé de se concentrer sur une seconde carrière de sportif professionnel dans le golf.

## Carrière de golfeur
Scott Draper fait partie des rares personnes à avoir atteint le niveau professionnel dans deux sports différents.
En 2005, en parallèle de l'Open d'Australie de tennis qu'il gagna en double mixte, il s'engagea au Victorian Open.
Le 11 février 2007, il a remporté son premier tournoi PGA à Riverside Oaks Nouvelle-Galles du Sud avec un total de 268 coups soit 20 sous le par.

## Palmarès

### Titre en simple (1)
| No | Date       | Nom et lieu du tournoi                   | Catégorie   | Dotation  | Surface      | Finaliste         | Score     |  |
| -- | ---------- | ---------------------------------------- | ----------- | --------- | ------------ | ----------------- | --------- |  |
| 1  | 08-06-1998 | The Stella Artois Championships, Londres | Int' Series | 725 000 $ | Gazon (ext.) | Laurence Tieleman | 7-65, 6-4 |  |

### Finales en simple (2)
| No | Date       | Nom et lieu du tournoi                             | Catégorie    | Dotation  | Surface    | Vainqueur       | Score    |  |
| -- | ---------- | -------------------------------------------------- | ------------ | --------- | ---------- | --------------- | -------- |  |
| 1  | 30-12-1996 | Australian Men's Hardcourt Championships, Adélaïde | World Series | 303 000 $ | Dur (ext.) | Todd Woodbridge | 6-2, 6-1 |  |
| 2  | 20-07-1998 | Legg Mason Tennis Classic, Washington              | Series Gold  | 575 000 $ | Dur (ext.) | Andre Agassi    | 6-2, 6-0 |  |

### Finale en double (1)
| No | Date       | Nom et lieu du tournoi                              | Catégorie   | Dotation  | Surface      | Vainqueurs               | Partenaire        | Score         |  |
| -- | ---------- | --------------------------------------------------- | ----------- | --------- | ------------ | ------------------------ | ----------------- | ------------- |  |
| 1  | 06-07-1998 | Miller Lite Hall of Fame Championships Newport (RI) | Int' Series | 275 000 $ | Gazon (ext.) | Doug Flach Sandon Stolle | Jason Stoltenberg | 6-2, 4-6, 7-6 |  |

### Titre en double mixte (1)
| No | Date       | Nom et lieu du tournoi    | Catégorie | Dotation    | Surface    | Partenaire      | Finalistes                 | Score            |          |
| -- | ---------- | ------------------------- | --------- | ----------- | ---------- | --------------- | -------------------------- | ---------------- | -------- |
| 1  | 17-01-2005 | Australian Open Melbourne | G. Chelem | 5 952 601 $ | Dur (ext.) | Samantha Stosur | Liezel Huber Kevin Ullyett | 6-2, 2-6, [10-6] | Parcours |

## Résultats en Grand Chelem

### En simple
| Année | Open d'Australie | Open d'Australie    | Roland-Garros | Roland-Garros         | Wimbledon | Wimbledon         | US Open  | US Open          |
| ----- | ---------------- | ------------------- | ------------- | --------------------- | --------- | ----------------- | -------- | ---------------- |
| 1995  | 1er tour         | Nicolás Pereira     | 4e tour       | Renzo Furlan          | 1er tour  | Jared Palmer      | 3e tour  | Michael Stich    |
| 1996  | 1er tour         | Renzo Furlan        | 4e tour       | Pete Sampras          | 1er tour  | Marc Rosset       | 2e tour  | Goran Ivanišević |
| 1997  | 3e tour          | Albert Costa        | 1er tour      | Richard Krajicek      | 1er tour  | Wayne Ferreira    | 4e tour  | Jonas Björkman   |
| 1998  | 2e tour          | Petr Korda          | 2e tour       | Christophe Van Garsse | 2e tour   | Thomas Enqvist    | 1er tour | Tim Henman       |
| 1999  | 1er tour         | Greg Rusedski       | 1er tour      | Mose Navarra          | 1er tour  | Pete Sampras      | 1er tour | Paul Goldstein   |
| 2000  | 1er tour         | Juan Carlos Ferrero | -             | -                     | -         | -                 | -        | -                |
| 2001  | 1er tour         | Patrick Rafter      | 1er tour      | Andy Roddick          | 1er tour  | Todd Woodbridge   | -        | -                |
| 2002  | 1er tour         | Greg Rusedski       | 1er tour      | Fernando González     | 2e tour   | Tim Henman        | -        | -                |
| 2003  | 2e tour          | Albert Costa        | 1er tour      | Sjeng Schalken        | 2e tour   | Radek Štěpánek    | 1er tour | Carlos Moyà      |
| 2004  | -                | -                   | -             | -                     | -         | -                 | -        | -                |
| 2005  | 1er tour         | Tommy Robredo       | 1er tour      | Thomas Johansson      | 1er tour  | Nikolay Davydenko | -        | -                |

À droite du résultat, l'ultime adversaire.

### En double
| Année | Open d'Australie                  | Open d'Australie                   | Roland-Garros | Roland-Garros | Wimbledon               | Wimbledon                       | US Open                  | US Open                          |
| ----- | --------------------------------- | ---------------------------------- | ------------- | ------------- | ----------------------- | ------------------------------- | ------------------------ | -------------------------------- |
| 1993  | 1er tour Steven Baldas            | Luke Jensen Murphy Jensen          | -             | -             | -                       | -                               | -                        | -                                |
| 1994  | -                                 | -                                  | -             | -             | -                       | -                               | -                        | -                                |
| 1995  | 3e tour Peter Tramacchi           | Rick Leach Scott Melville          | -             | -             | 2e tour Peter Tramacchi | Olivier Delaitre David Prinosil | 1er tour Peter Tramacchi | Rodolphe Gilbert Guillaume Raoux |
| 1996  | Quart de Finale Jason Stoltenberg | Patrick Galbraith Andreï Olhovskiy | -             | -             | 1er tour Javier Sánchez | Massimo Ardinghi Nicola Bruno   | 1er tour Kenny Thorne    | Karel Nováček Nicolás Pereira    |
| 1997  | 2e tour Brett Steven              | Mark Knowles Daniel Nestor         | -             | -             | -                       | -                               | -                        | -                                |
| 1998  | 2e tour Jason Stoltenberg         | Patrick Galbraith Brett Steven     | -             | -             | -                       | -                               | -                        | -                                |
| 1999  | 2e tour Lleyton Hewitt            | Todd Woodbridge Mark Woodforde     | -             | -             | -                       | -                               | -                        | -                                |
| 2000  | 2e tour Mark Draper               | Nicklas Kulti Mikael Tillström     | -             | -             | -                       | -                               | -                        | -                                |
| 2001  | 2e tour Jason Stoltenberg         | Justin Gimelstob Scott Humphries   | -             | -             | -                       | -                               | -                        | -                                |
| 2002  | 1er tour Ben Ellwood              | Wayne Black Kevin Ullyett          | -             | -             | -                       | -                               | -                        | -                                |
| 2003  | 2e tour Luke Bourgeois            | Michaël Llodra Fabrice Santoro     | -             | -             | 2e tour Peter Luczak    | Joshua Eagle Jared Palmer       | -                        | -                                |

Sous le résultat, le partenaire ; à droite, l'ultime équipe adverse.

### En double mixte
| Année | Open d'Australie                 | Open d'Australie             | Roland-Garros | Roland-Garros | Wimbledon | Wimbledon | US Open | US Open |
| ----- | -------------------------------- | ---------------------------- | ------------- | ------------- | --------- | --------- | ------- | ------- |
| 1996  | 1er tour (1/16) Elizabeth Smylie | Meredith McGrath Matt Lucena |               |               |           |           |         |         |
| 1997  | 1er tour (1/16) Elizabeth Smylie | Helena Suková Cyril Suk      |               |               |           |           |         |         |
| 2005  | Vainqueur Samantha Stosur        | Liezel Huber Kevin Ullyett   | -             | -             | -         | -         | -       | -       |